# 名鉄チ20形貨車
名鉄チ20形貨車（めいてつチ20がたかしゃ）とは、かつて名古屋鉄道で運用されていた貨車（長物車）である。2両（チ21・22）が存在した。

## 概要
- 2両（チ21・22）が存在したが、チ21は元国鉄チ1形（チ404）であり、1950年（昭和25年）に払い下げされた貨車である。チ22については不明であり、国鉄の貨車を改造し編入した車両と推測される。空気制動はチ21のみ設置されていた。
- 東部線に配属され、同じ長物車のチ10形、チ80形などと運用されていたが、1963年（昭和38年）に廃車され、形式消滅となった。